# Мъркюри 3
Мъркюри 3 (на английски: Mercury 3) е първият пилотиран космически кораб на САЩ. Стартът му е на 5 май 1961 г., само три седмици след полета на Юрий Гагарин и неговия Восток 1.

## Екипаж
| Пост  | Астронавт   |
| ----- | ----------- |
| Пилот | Алън Шепърд |

## Дублиращ екипаж
| Пост  | Астронавт |
| ----- | --------- |
| Пилот | Джон Глен |

## История
Мъркюри 3 е доставен на Кейп Канаверъл на 9 декември 1960 г. За носител е избрана междуконтинентална балистична ракета Редстоун. Решението на НАСА изглежда странно, тъй като Редстоун не е най-тежкия носител от арсенала на САЩ. За сметка на това е най-сигурната ракета, с единични проблемни изстрелвания и достатъчно дълго в експлоатация, за да е напълно позната на американските инженери. Придържайки се преди всичко към изискването за сигурност, американците автоматично се отказват от орбитален полет, защото Редстоун няма възможност да изведе тежащия близо два тона космически кораб на околоземна орбита. От друга страна НАСА знаела (от разузнавателни данни), че СССР има възможност за космически полет, не по-рано от лятото на 1961 г. По такъв начин един полет, макар и суборбитален, през зимата на същата година, все пак щял да бъде първи полет на човек в космическото пространство.

### Изпитателни полети
Преди полета на Мъркюри 3, НАСА планира още два тестови полета. На 19 декември 1960 г. е изстрелян космическия кораб Мъркюри 1А, без екипаж на борда. Проблемите на били малко, но НАСА насрочва първия пилотиран от човек полет за 6 март 1961 г. На 31 януари 1961 г. в 16 часа и 55 минути от космодрума Кейп Канаверъл стартира космическия кораб Мъркюри 2 с шимпанзето Хам на борда. Това е първият примат в космоса (руснаците използват кучета) и неговия полет нагледно убеждава НАСА, че опасност за човека няма (ако е добре трениран), с изключение на евентуални технически проблеми. Още повече, че поради грешна команда за изключване на двигателите на Редстоун, последните работили по-дълго от планираното време, ракетата достигнала по-голяма височина и скорост от предварително изчислените и претоварването при спускане достигнало 14,7 g вместо планираното 12 g. Въпреки това след полета Хам се чувства отлично. Проблема с изключването на двигателите на Мъркюри 2, отлага старта на следващия полет за 28 март 1961 г. В края на март, след като възникват и някои други по-незначителни проблеми, НАСА решава, че стартът на Мъркюри 3 не може да се състои преди 25 април.

### Селекция на екипажите
Пилота на Мъркюри 3 е определен през януари 1961 г. от шефа на програмата Робърт Р. Гилрут. Той избрал Алън Шепърд за основен пилот, а за негови заместници – Джон Глен и Върджил Грисъм. Останалите от първата седморка астронавти започнали подготовка за по-късни мисии. На 22 февруари 1961 г. тези три имена станали известни на американската преса. На специална пресконференция в Хюстън, Гилрут заявил, че първият американски астронавт ще се казва Алън Шепърд, а негов заместник ще бъде Джон Глен. Върджил Грисъм започва подготовка за следващия суборбитален космически полет Мъркюри 4. Гилрут си запазил правото да прави промени в екипажа до последния възможен момент.

### Предстартови проблеми
Американските астронавти въвели традиция всеки екипаж да кръщава своя кораб и да съдейства за изработването на емблема на мисията. Алън Шепърд кръстил своя кораб Фрийдъм 7 (на английски: Freedom 7), като седмицата символизира седемте астронавти в първата селекция на НАСА. Едно съобщение на ТАСС, разваля настроението в американския лагер. То гласи, че на 12 април 1961 г. Юрий Гагарин е извършил първия в човешката история пилотиран космически полет. Няколко дни по-късно става ясно, че полета на руснаците е орбитален, Гагарин достига първа космическа скорост и извършва една обиколка около Земята. Така забавянето на старта след март струва на НАСА твърде скъпо. На всичко отгоре проблемите с Редстоун продължават и стартът на Мъркюри 3 е отложен за 2 май. На този ден, 20 мин. преди старта е открит теч на кислород от един от резервоарите на ракетата – носител. Течът е незначителен и вероятно не би попречил на суборбитален космически полет, но така или иначе Алън Шепърд е свален от пилотското място, а новия старт е насрочен за 5 май, 7 часа и 20 мин. сутринта.

## Суборбитален космически полет
В 5 часа сутринта на 5 май 1961 г. Алън Шепърд пристига на стартовата площадка – Launch Complex 5 (LC-5). Четвърт час по-късно е качен на борда на Фрийдъм 7 и започва предстартовите процедури. Няколко минути преди старта в 7 часа и 5 минути инженерите откриват поредния проблем. До 8 часа и 30 мин. не е ясно точно какво се случва, но астронавта се изнервя (след повече от 3 часа престой в тясната кабина!) и след размяна на някои не съвсем уставни реплики с полетните инженери, успява да ги убеди да започнат стартовата процедура. Най-накрая в 9 часа и 34 минути, 45 милиона ТВ зрители в САЩ стават свидетели на първия старт на американски космически кораб. Претоварването при старта е съвсем поносимо (за военен летец-изпитател) – 6,3 g. Фрийдъм 7 се издига на височина 116,5 мили (187,5 км), развива скорост от 8340 км/час и преминава хоризонтално разстояние от 302 мили (486 км). Автоматична кинокамера, монтирана на един от илюминаторите заснема целия полет, който продължава малко повече от 15 минути. При спускането претоварването достига 11,6 g., но Шепърд се опитва да управлява ръчно кораба и променя траекторията на кацане от 35 на 25 градуса. Фрийдъм 7 се приводнява в 9 часа и 49 минути около Бахамските острови. Астронавтът е прибран от американския самолетоносач USS Lake Champlain. След няколко дни Америка посреща с почести своя нов национален герой.